# Kostel svaté Anny (Rašovice)
Římskokatolický kostel svaté Anny stával v Rašovicích u Klášterce nad Ohří v okrese Chomutov nad silnicí na východním okraji vesnice.

## Historie
Na konci patnáctého století bývala v Rašovicích kaple. Z roku 1605 pochází první zmínka o rašovickém kostele, kterým byla myšlena zámecká kaple na Felixburgu. Předchůdcem pozdějšího kostela se stala kaple svaté Anny, jejíž stavba začala na návsi roku 1776. Kaple byla vysvěcena v roce 1784 a zpočátku patřila do úhošťanské farnosti, ze které byla roku 1789 vyčleněna jako rašovická lokálie.

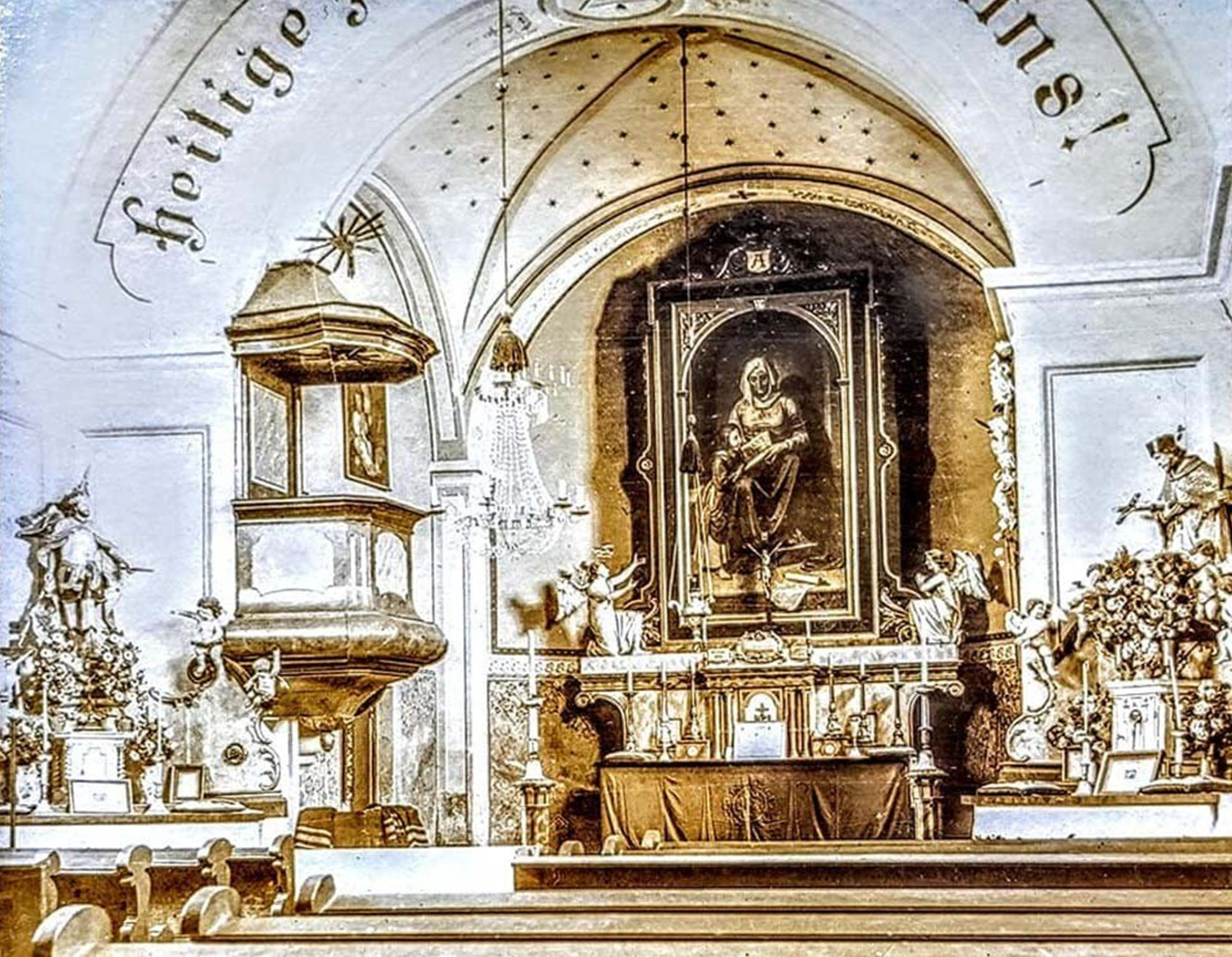
Interiér kostela s hlavním oltářem na počátku 20. století

Empírový kostel postavil v roce 1830 stavitel K. Sich. V roce 1967 vyhořela věž. Ještě v témže roce byl vydán demoliční výměr, a o rok později byl kostel zbourán. Až do svého zániku byl farním kostelem rašovické farnosti.

## Stavební podoba
Jednolodní kostel měl obdélný půdorys a polygonální presbytář, k jehož severní straně byla připojena sakristie. Nad průčelím, před které předstupoval mělký rizalit s bosováním, stála hranolová věž. V západní části lodi osvětlené půlkruhovým oknem se nacházela kruchta podepřená dvěma pilíři. Loď se sakristií byly zaklenuté plackovou klenbou a v presbytáři byla použita křížová klenba.

## Zařízení
Většina zařízení pocházela z období výstavby. Obraz na hlavním oltáři z doby okolo roku 1830 namaloval Josef Führich. Výjimkou byly rokokové panely bočních oltářů s sochami svatého Václava a svatého Jana Nepomuckého a raně barokní socha Panny Marie z první poloviny sedmnáctého století.